# Earle Raymond Hedrick
Earle Raymond Hedrick   (Union City, 27 de setembre de 1876 - Providence, 3 de febrer de 1943) va ser un matemàtic estatunidenc, que va ser rector de UCLA.
Tot i néixer a Indiana, la seva família es va traslladar a Ann Arbor (Michigan) i en aquesta ciutat va fer els seus estudis secundaris fins al 1892 en que va entrar a la universitat de Michigan en la qual es va graduar el 1896. Després d'un curs donant classes al institut de Cheboygan (Michigan), va ingressar a la universitat Harvard per completar els seus estudis. A Harvard va obtenir una beca Parker que li va permetre estudiar els anys 1899 i 1900 a la universitat de Göttingen, amb els professors Felix Klein i David Hilbert i obtenint el doctorat l'any 1901. Abans de retornar al seu país, va estar uns mesos a l'École Normale Supérieure, ampliant estudis amb els professor Goursat, Hadamard i Tannery, entre d'altres; aquests estudis van reforçar el seu interès pel camp de les equacions diferencials.
Al retornar, va ser professor de matemàtiques de la Sheffield Scientific School (actualment a la universitat Yale) fins al 1903 en que va ser nomenat professor i cap del departament de matemàtiques de la universitat de Missouri. Finalment, el 1924, va passar a la universitat de Califòrnia a Los Angeles (UCLA) de la qual va ser rector durant tretze anys. Sota el seu mandat, el departament de matemàtiques de la universitat va rebre un impuls molt notable.
En retirar-se, el 1942, va acceptar una plaça de professor honorari a la Universitat Brown a Providence (Rhode Island), però va morir allà poc temps després.
La obra de Hedrick va ser una contribució notable al desenvolupament de les matemàtiques als Estats Units en els camps de l'ensenyament secundari, de les matemàtiques aplicades i de les societats científiques. Va ser un dels fundadors de la Mathematical Association of America i president de la Societat Americana de Matemàtiques (1929-1930).